# قصر القشلة
قصر القشلة هو قصر تاريخي بني في عهد الملك عبد العزيز آل سعود في سنة 1360 للهجرة / 1941 للميلاد في مدينة حائل. استمر بناء القصر سنةً ونصف، ثم أضيف إليه المسجد ومبنى السجن وبعض الملحقات الأخرى والتي انتهى بناؤها في 1362 للهجرة.

## أصل التسمية
يعود أصل كلمة «القشلة» إلى الكلمة التركية «قيشلة» (بالتركية: Kışla) والتي تعني المعسكر الشتوي، واستخدم العثمانيون الكلمة للإشارة إلى قلاع الجنود ومكان إقامتهم.

## الموقع
يقع قصر القشلة في وسط حائل، في قلب المنطقة المركزية. ويعد أهم المزارات السياحية في منطقة حائل.

## وصف القلعة
القلعة مبنية من الطين وتأخذ الشكل المستطيل. تمتد طولاً من الشرق إلى الغرب بطول 241 متراً، وعرضاً من الشمال إلى الجنوب بعرض 141 متراً. يتكون القصر من دورين. حيث يحتوي الدور الأرضي على 83 غرفة بالإضافة للقبب، ويحتوي الدور العلوي على 59 غرفة بالإضافة إلى مباني الخدمات الأخرى. وجميع هذه الغرف تطل على ساحة القصر، وفي زواياه أربعة أبراج مربعة الشكل. في منتصف الأسوار توجد أربعة أبراج أيضاً تسمى بالأبراج الساندة ويبلغ ارتفاع الأبراج الثمانية 12 متراً. للمبنى مدخلان الرئيسي منهما موجود في الواجهة الشرقية وبه عدة زخارف والآخر في الجهة الجنوبية وهو المستخدم للدخول.
القصر بني على أسلوب المدرسة النجدية في البناء ولكن زخارفه الجصية سمة من سمات العمارة التقليدية في حائل، وهذه الزخارف من الجص الزين بالعناصر الهندسية والنباتية. تبلغ مساحة المبنى 19,932 متراً مربعاً. بعض هذه الزخارف تشمل كتابات منها «يعيش مولانا الملك المعظم عبد العزيز بن عبد الرحمن آل سعود».

## بناء القصر
تم بناء القشلة من اللبن والحجر على الطراز النجدي السائد آنذاك، حيث امتاز القصر بالزخارف الجصية والتي تمثلت بالعناصر الهندسية والنباتية والتي تعد سمة سائدة من سمات العمارة التقليدية بحائل.
ويُدَعِّمُ واجهاتِ المبنى ثمانيةُ أبراج مربعة الشكل: أربعة في الأركان، وأربعة موزعة في منتصف كل واجهة. وارتفاعاتها تصل إلى 15 متراً. يُزيِّنُها من أعلى شرفاتٌ متدرجةٌ لها فتحتان: الأولى من داخل الواجهة، والأخرى في الجزء السفلي البارز عنها، ليتمكن المدافع من إطلاق النار. وتنتشر في أسفل المبنى أيضا فتحات الرماية، وهي أحد العناصر الدفاعية التي كانت شائعة في القلاع.

يتوسط القشلة من الداخل فناء كبير كان مخصصاً لتدريب واستعراض الجند. وتحيط في جوانبه الأربعة أروقة مسقوفة من الجريد وجذوع شجر الأثل محمولة على أعمدة حجر. تفتح على هذه الأروقة غرف القشلة المكونة من دورين، حيث يوجد في الدور الأرضي 83 غرفة خصصت كمكاتب للقادة والضباط، والإدارة بصفة عامة، ومخازن للأسلحة. يضم الركن الشمالي ورشة صيانة سيارات، والركن الشمالي الشرقي يحوي سجناً. ويقع المسجد في منتصف القصر، وخلفه دورات المياه، وخصصت غرف الدور العلوي وعددها 53 غرفةً للنوم من إجمالي 143 غرفةً، والأبراج للحراسة. استغرق بناء القشلة عاماً ونصف العام حتى فُرِغَ من بنائه عام 1941م في عهد الملك عبد العزيز بن عبد الرحمن آل سعود. وتنقلت ملكية القصر من الجيش إلى الشرطة، ومن ثم إلى وكالة ووزارة المعارف، وإلى الآثار والمتاحف، وانتقل أخيراً إلى الهيئة العامة للسياحة والتراث الوطني.

## استخدامات القصر
استخدم القصر منذ إنشائه وحتى سنة 1375 للهجرة كمقرٍ للحامية العسكرية في المنطقة. منذ ذلك الوقت وحتى سنة 1395 للهجرة أصبح القصر يستخدم كمقرٍ لشرطة المنطقة وبعد ذلك سلمته الشرطة لوكالة الآثار والمتاحف بوزارة المعارف وحول إلى مركز ثقافي. في عيد الفطر من سنة 1427 للهجرة - 2006 قام أمير منطقة حائل الأمير سعود بن عبد المحسن بافتتاح القصر للزوار.
في عام 1422هـ أعلنت وزارة المعارف طرح منافسة لترميم القصر، وتمت ترسيتها على إحدى المؤسسات الوطنية المتخصصة.
واحتضن قصر «القشلة» الأثري فعاليات اليوم الوطني لعام 1437هـ برعاية أمير منطقة حائل سعود بن عبد المحسن ونائبه الأمير عبد العزيز بن سعد في حفل اليوم الوطني 86.

## التحسينات والترميم
في 2017، دخل قصر القشلة من ضمن مشاريع الترميم لبرنامج خادم الحرمين الشريفين للعناية بالتراث الحضاري للمملكة.

## انظر أيضًا

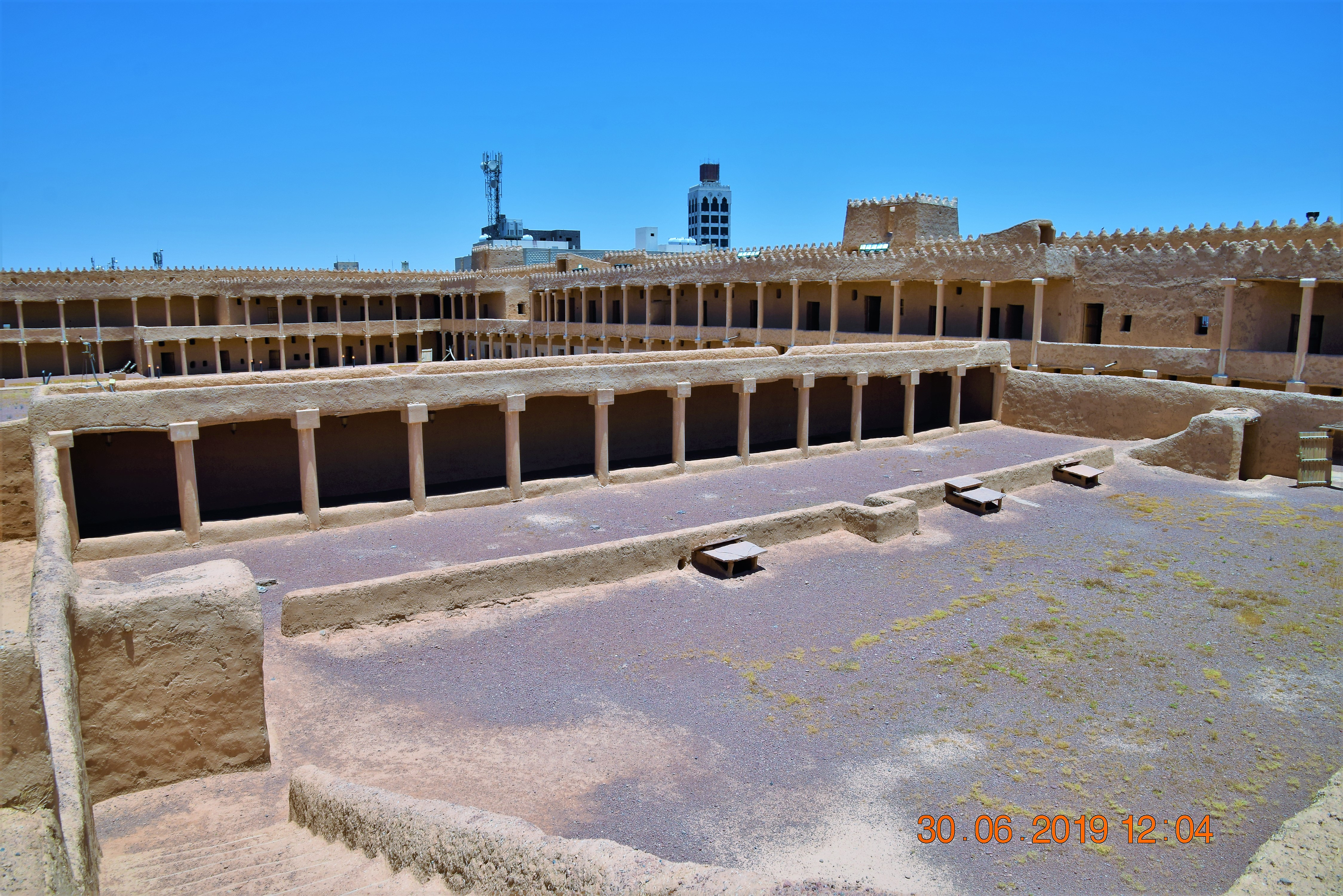
قصر القشلة1

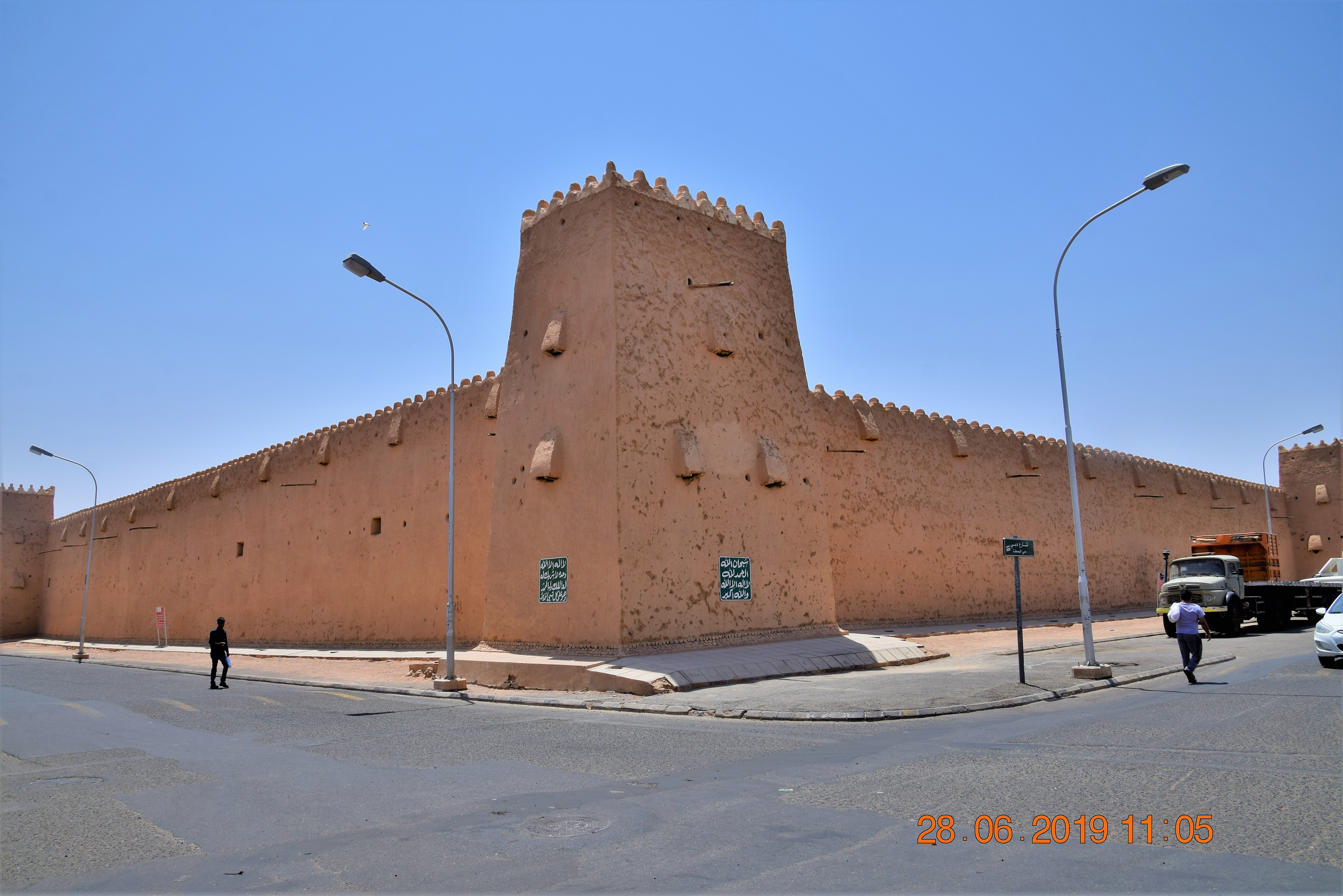
قصر القشلة

## وصلات خارجية
- قصر القشلة على موقع السعودية السياحي.
- قلعة «القشلة».. حفظت أمن الوطن قديما وتصون تراثه حديثا
- تقرير عن قصر القشلة في حائل على قناة السعودية الأولى على اليوتيوب.
- قصر القشلة في موسم حائل على اليوتيوب.
- افتتاح موسم حائل، قصر القشلة على اليوتيوب.